# Manfred Gärtner (Fußballspieler, 1940)
Manfred Gärtner (* 22. Mai 1940) ist ein ehemaliger deutscher Fußballspieler.

## Werdegang
Der Abwehrspieler Manfred Gärtner spielte zunächst für den SV Bockum-Hövel und Arminia Bockum-Hövel, bevor er 1966 zur DJK Gütersloh wechselte. Drei Jahre später wurde er mit der Mannschaft Westfalenmeister und stieg in die seinerzeit zweitklassige Regionalliga West auf. Er spielte bis 1972 für die Gütersloher und verließ den Verein anschließend mit unbekanntem Ziel. Manfred Gärtner absolvierte für die DJK Gütersloh 64 Regionalligaspiele und erzielte dabei ein Tor.